# Cour suprême du Mississippi

Sceau judiciaire du Mississippi.

La Cour suprême du Mississippi (en anglais : Supreme Court of Mississippi) est la Cour suprême de l'État américain de Mississippi.
Ses décisions surpassent celles des autres cours de l'État, mais peuvent en dernier recours êtres cassées par la Cour suprême des États-Unis.
Elle est basée à Jackson, siège de l'État.